# Грассано
Грассано (итал. Grassano) — коммуна в Италии, расположена в регионе Базиликата, подчиняется административному центру Матера.
Население составляет 5623 человека (на 2004 г.), плотность населения составляет 141 чел./км². Занимает площадь 41 км². Почтовый индекс — 75014. Телефонный код — 0835.
Покровителем населённого пункта считается святой Иннокентий . Праздник ежегодно празднуется 22 сентября.